# Viktors Tjaguņenko
Viktors Tjaguņenko, ros. Wiktor Tiagunienko, Виктор Тягуненко (ur. 15 lutego 1921 w Dyneburgu, zm. 22 marca 2013) – radziecki żużlowiec i kierowca wyścigowy pochodzenia łotewskiego.

## Biografia
W młodości konstruował drewniane szybowce, a podczas II wojny światowej był kierowcą. W 1950 roku zmontował motocykl sportowy i rozpoczął ściganie się nim. Po poważnym wypadku na torze Pirita-Kose-Kloostrimetsa przeszedł operację, w wyniku której wstawiono mu do głowy metalową płytkę. W drugiej połowie lat 50. zaangażował się w sport żużlowy, zajmując m.in. ósme miejsce w wyścigu na Centralnym Stadionie im. Lenina. Na początku lat 60. rozpoczął rywalizację formułami, początkowo Estonią 3. W 1962 roku zajął trzecie miejsce w międzynarodowym wyścigu na torze Newskoje Kolco, zaś dwa lata później był trzeci na torze Mežaparks. W sezonie 1965 został wicemistrzem Sowieckiej Formuły 4, wygrywając wyścig na Newskoje Kolco. Rok później ponownie był drugi w klasyfikacji tej serii. W 1968 roku rozpoczął rywalizację Melkusem 64, zajmując m.in. szóste miejsce w wyścigu Formuły 3 na torze Bikernieki, a także zostając mistrzem Łotwy. W sezonie 1971 zadebiutował w Sowieckiej Formule 1. Tjaguņenko zajął wówczas szóste miejsce w klasyfikacji końcowej. W roku 1974 rozpoczął rywalizację nowocześniejszą Estonią. Rok później zajął piąte miejsce w klasyfikacji serii. Po 1975 roku zakończył karierę sportową wskutek braku pieniędzy.

## Wyniki w Sowieckiej Formule 1
| Legenda oznaczeń w tabelach wyników Wyświetl szablon na nowej stronie | Legenda oznaczeń w tabelach wyników Wyświetl szablon na nowej stronie                                                                     |
| Oznaczenie                                                            | Wyjaśnienie |
| --------------------------------------------------------------------- | --- |
| Złoty                                                                 | Zwycięzca lub mistrzostwo |
| Srebrny                                                               | 2. miejsce lub wicemistrzostwo |
| Brązowy                                                               | 3. miejsce lub II wicemistrzostwo |
| Zielony                                                               | Ukończył, punktował (w klasyfikacji generalnej, gdy zdobył co najmniej jeden punkt na przestrzeni sezonu, poza trzema powyższymi opcjami) |
| Niebieski                                                             | Ukończył, nie punktował (w klasyfikacji generalnej, gdy nie zdobył co najmniej jednego punktu na przestrzeni sezonu)                      |
| Czerwony                                                              | Nie zakwalifikował się (NZ) |
| Czerwony                                                              | Nie prekwalifikował się (NPK) |
| Różowy                                                                | Nie ukończył (NU) |
| Różowy                                                                | Niesklasyfikowany (NS) (w klasyfikacji generalnej, gdy nie został sklasyfikowany w żadnym wyścigu sezonu)                                 |
| Czarny                                                                | Zdyskwalifikowany (DK) |
| Czarny                                                                | Wykluczony (WYK/EX) |
| Biały                                                                 | Nie wystartował (NW) |
| Biały                                                                 | Kontuzjowany (K/INJ) |
| Biały                                                                 | Wyścig odwołany (OD/C) |
| Bez koloru                                                            | Został wycofany (WYC/WD) |
| Bez koloru                                                            | Nie przybył (NP/DNA) |
| Bez koloru                                                            | Nie brał udziału w treningach (NT/DNP) |
| Bez koloru                                                            | Nie został zgłoszony (–) |
| Pogrubienie                                                           | Start z pole position |
| Kursywa                                                               | Najszybsze okrążenie wyścigu |
| †                                                                     | Nie ukończył, ale jego rezultat został zaliczony ze względu na przejechanie więcej niż 90% dystansu wyścigu.                              |
| *                                                                     | Sezon w trakcie |
| 1/2/3                                                                 | Punktowana pozycja w sprincie kwalifikacyjnym                                                                                             |
| Lista systemów punktacji Formuły 1                                    | |

| Rok  | Zespół      | Samochód   | Silnik   | Wyniki w poszczególnych eliminacjach | Wyniki w poszczególnych eliminacjach | Wyniki w poszczególnych eliminacjach | Wyniki w poszczególnych eliminacjach | Pkt. | Msc. |
| ---- | ----------- | ---------- | -------- | ------------------------------------ | ------------------------------------ | ------------------------------------ | ------------------------------------ | ---- | ---- |
| 1971 |             |            |          |                                      |                                      |                                      |                                      | 113  | 6    |
| 1971 | DOSAAF Ryga | Melkus 64  | Wartburg | -                                    | 3                                    | 6                                    |                                      | 113  | 6    |
| 1974 |             |            |          |                                      |                                      |                                      |                                      | ?    | 13   |
| 1974 | DOSAAF Ryga | Estonia 18 | Moskwicz | ?                                    | ?                                    | 12                                   | ?                                    | ?    | 13   |
| 1975 |             |            |          |                                      |                                      |                                      |                                      | ?    | 5    |
| 1975 | DOSAAF Ryga | Estonia 18 | Moskwicz | 6                                    | 6                                    | 6                                    | 5                                    | ?    | 5    |